# Marmota cuallarga
La marmota cuallarga (Marmota caudata) és una espècie de rosegador de la família dels esciúrids. Viu a l'Afganistan, la Xina, l'Índia, el Kirguizstan, el Pakistan i el Tadjikistan. Es tracta d'un animal diürn i crepuscular que viu en grups. El seu hàbitat natural són els matollars i prats alpins, així com les zones rocoses amb ginebre. És una espècie en risc mínim, és a dir, no sembla que hi hagi cap amenaça significativa per a la seva supervivència.